# Borya
Borya Labill. – rodzaj wieloletnich, niskopączkowych roślin z rodziny Boryaceae, obejmujący 11 gatunków endemicznych dla Australii. Nazwa rodzaju została nadana na cześć Jean Baptiste Bory de Saint-Vincent, francuskiego podróżnika i botanika. Rodzaj ten obejmuje rośliny tolerujące susze, zdolne do ponownego zazielenienia się po uschnięciu oraz gatunki unikające przesuszenia, których część naziemna odradza się corocznie. Kwiaty wszystkich gatunków są zapylane przez muchówki.  

## Morfologia
PokrójNiskie rośliny tworzące gęste skupiska (kępy).
Pęd podziemnyKrótkie kłącze.
ŁodygaProste lub rozgałęzione, wzniesione lub płożące.
LiścieUlistnienie skrętoległe. Liście liczne, tworzące pochwę liściową, siedzące, o blaszce równowąskiej, z równoległym użyłkowaniem.
KwiatyKwiaty zebrane w kłos wsparty podsadkami. Każdy kwiat dodatkowo wsparty jest przysadką i podkwiatkiem. Okwiat pojedynczy złożony z białych listków, zrośniętych u nasady. Pręciki osadzone na brzegach rurkowatej nasady okwiatu, niekiedy gruczołowate. Zalążnia trójkomorowa, mała, jajowata. Szyjka słupka nitkowata, zakończona drobnym, główkowatym znamieniem. Miodniki obecne w szczelinach na ścianie zalążni. Zalążki anatropowe.
OwoceJajowato-wrzecionowate torebki. Nasiona małe, elipsoidalne, czarne.
GenetykaLiczba niewielkich, metacentrycznych do akrocentrycznych chromosomów n wynosi 14 lub 28.

## Systematyka
Pozycja rodzaju według Angiosperm Phylogeny Website (aktualizowany system APG IV z 2016)Rodzaj zaliczany jest do rodziny Boryaceae, należącej do rzędu szparagowców (Asparagales) zaliczanych do jednoliściennych (monocots).
Gatunki
- Borya constricta Churchill
- Borya inopinata P.I.Forst. & E.J.Thomps.
- Borya jabirabela Churchill
- Borya laciniata Churchill
- Borya longiscapa Churchill
- Borya mirabilis Churchill
- Borya nitida Labill.
- Borya scirpoidea Lindl.
- Borya septentrionalis F.Muell.
- Borya sphaerocephala R.Br.
- Borya subulata G.A.Gardner